# Malice (województwo kujawsko-pomorskie)
Malice – wieś w Polsce położona w województwie kujawsko-pomorskim, w powiecie nakielskim, w gminie Kcynia.

## Podział administracyjny
W latach 1975–1998 miejscowość administracyjnie należała do województwa bydgoskiego.

## Demografia
Według Narodowego Spisu Powszechnego (III 2011 r.) liczyła 227 mieszkańców. Jest szesnastą co do wielkości miejscowością gminy Kcynia.

## Historia
Pierwsze wzmianki pisane z wieku XV, w dokumentach zgromadzonych w Tekach Dworzaka. Początkowo siedziba gałęzi rodu Odrowążów, która następnie od niej przyjęła nazwisko Maliccy. Sprzedana w inne ręce w XVII w.

## Współczesność
Obecnie zawiera kilka gospodarstw wśród których można wypatrzyć ruiny dawnych budowli.
W miejscowości znajduje się Zakład Produkcji Garmażeryjnej "Pałuki", jeden z wiodących producentów flaków w Polsce.